# San Enrique de Guadiaro
San Enrique de Guadiaro es un pueblo (pedanía) español perteneciente al municipio andaluz de San Roque, en la provincia de Cádiz. Está situada en la margen izquierda del río Guadiaro, a 16 kilómetros al noreste del núcleo principal de San Roque, frente a Guadiaro. Actualmente cuenta con 1.051 habitantes.
Los inicios de esta barriada se remontan al año 1887. En ese año Manuel Domingo Larios, marqués de Larios y del Guadiaro, creó la Sociedad Industrial y Agrícola de Guadiaro para explotar económicamente sus tierras. Este hecho atrajo rápidamente un incremento de la población y del empleo en San Enrique y sus localidades vecinas, San Martín del Tesorillo y El Secadero.
La localidad recibió el nombre de Enrique Crooke Larios, presidente de la Sociedad y senador por la provincia de Málaga.

## Comunicaciones
San Enrique de Guadiaro está atravesado por la carretera A-2102, que lo comunica con El Secadero y San Martín del Tesorillo, al norte, y con Torreguadiaro, al sur, en el enlace de la A-7 y la AP-7 en el kilómetro 133. Se comunica con Guadiaro por el Puente de Hierro de la A-2103.
| Líneas de autobús con parada en San Enrique de Guadiaro | Líneas de autobús con parada en San Enrique de Guadiaro | Líneas de autobús con parada en San Enrique de Guadiaro |
| Línea                                                   | Trayecto                                                | Empresa                                                 |
| ------------------------------------------------------- | ------------------------------------------------------- | ------------------------------------------------------- |
| M-240                                                   | Estepona-La Línea                                       | Portillo                                                |
| 2                                                       | San Roque Centro-Torreguadiaro                          | Esteban                                                 |

## Galería de imágenes

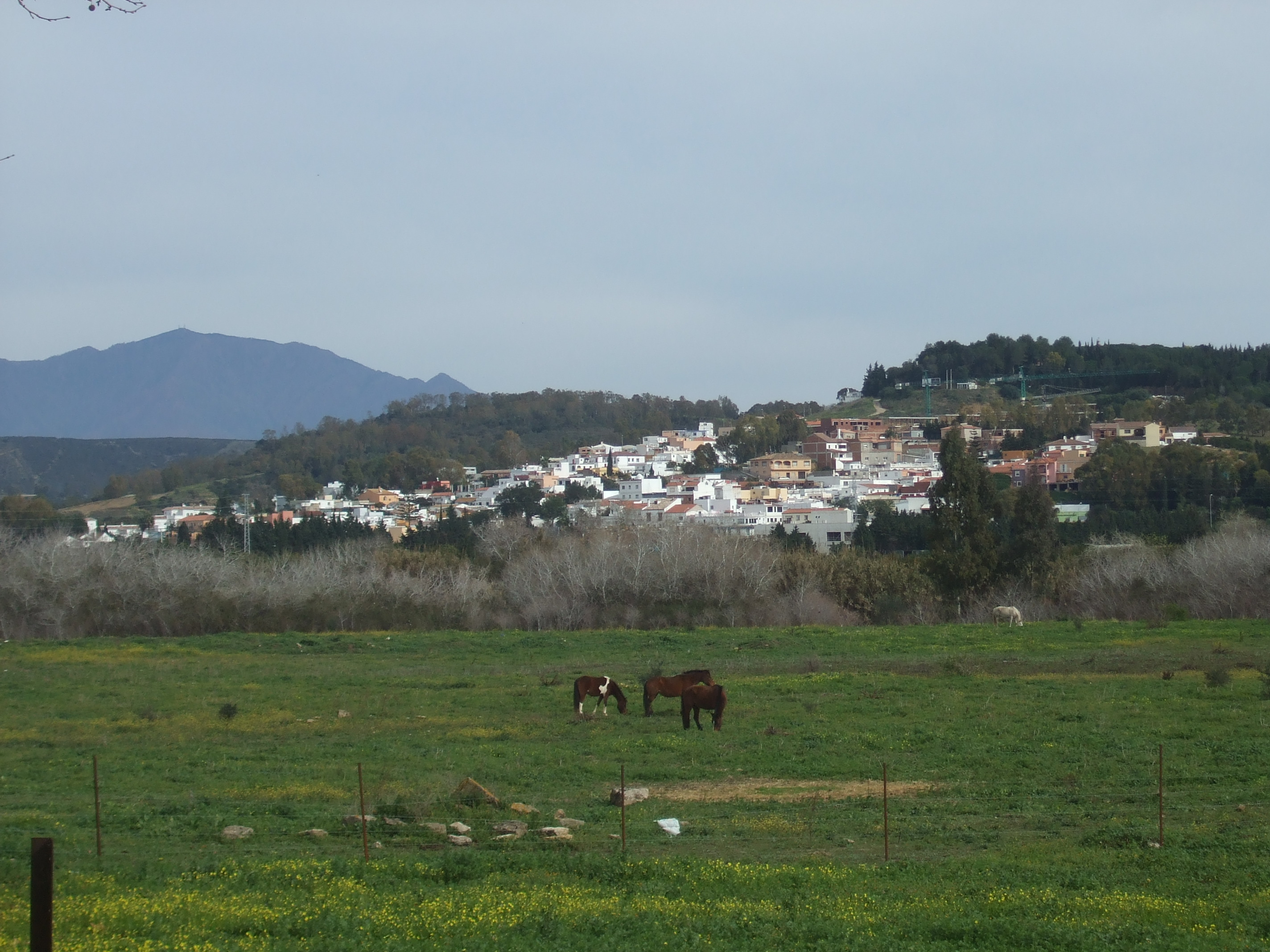
San Enrique de Guadiaro. Al fondo, Sierra Bermeja.
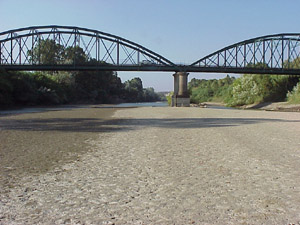
Puente de hierro sobre el río Guadiaro.